# Gonzaga Vasconcelos
Luís de Gonzaga Andrade Vasconcelos, ou apenas Gonzaga Vasconcelos, (Surubim, 27 de julho de 1933 – local não identificado, 22 de janeiro de 2012) foi um advogado, professor, pecuarista e político brasileiro, outrora deputado federal por Pernambuco.

## Dados biográficos
Filho de Oliveiros de Andrade Vasconcelos e Inácia de Alcântara Vasconcelos. Advogado formado pela Universidade Federal de Pernambuco em 1958, foi delegado de polícia e como tal trabalhou nos departamentos de Vigilância Geral e Costumes e de Ordem Política e Social, além de inspetor-geral de polícia, chefe de gabinete da Secretaria de Segurança e em 1960 tornou-se professor da Escola de Polícia do Estado de Pernambuco.
Estreou na vida pública ao eleger-se vereador no Recife pelo PSP em 18 de agosto de 1963. Com a vitória do Regime Militar de 1964, migrou à ARENA, elegendo-se deputado estadual em 1966 e deputado federal em 1970, 1974 e 1978. Secretário de Justiça no governo Marco Maciel, ingressou no PDS em 1980 e foi reeleito em 1982. Em seu novo mandato, ausentou-se da votação da Emenda Dante de Oliveira em 1984, no entanto votou em Tancredo Neves no Colégio Eleitoral em 1985. Disputou a reeleição pelo PFL em 1986 e um mandato de deputado estadual pelo PRN em 1990, mas não obteve sucesso.
Dedicado às suas atividades privadas, faleceu vítima de pneumonia.